# Afronemoura stuckenbergi
Afronemoura stuckenbergi är en bäcksländeart som beskrevs av Mike D. Picker och Stevens 1999. Afronemoura stuckenbergi ingår i släktet Afronemoura och familjen Notonemouridae. Inga underarter finns listade i Catalogue of Life.